# Província d'Al-Qàssim
La província o míntaqa d'Al-Qassim (àrab: منطقة القصيم, minṭaqat al-Qaṣṣīm) és una míntaqa o província de l'Aràbia Saudita, a la regió històrica del Najd, creuada pel Uadi ar-Rummah. És una regió arenosa a l'oest del Tuwayk. La capital és Burayda, vila bessona de Unayza, al centre de la regió. Una altra ciutat destacada és al-Rass, al costat orientat, cap a l'Hijaz. Tot i ser en part desèrtica, és una de les províncies més afavorides del Najd, tant en recursos naturals com humans. La tribu principal són els Banu Tamim.

## Història
Va ser el centre d'un estat sorgit al segle xi format per Darim d'ar-Rass però que va desaparèixer al cap de pocs anys de la seva mort. La regió va romandre zona tribal sense participació política durant els següents sis segles.
El 1768/1769 els wahhabites hi van enviar una expedició i molts habitants van adoptar les seves doctrines però altres s'hi van oposar. Els Al Ulayyan van governar Burayda del 1775 al 1864 com a feudataris dels saudites, conservant el poder en el període de domini turcoegipci. L'adhesió definitiva als saudites va venir de la mà de Hujaylan ibn Hamad, governador de Burayda pels Al Saud a la fi del segle xviii. Es va oposar a Ibrahim Paixà, que quan va retornar a Egipte el 1818 se'l va emportar cap a Medina on va morir un temps després amb 80 anys.
Els saudites no tenien gaire confiança en els al-Ulayyan i el 1849 es va nomenar un governador per Al-Qàssim, que fou Jalwi ibn Turki al-Saüd, que va exercir el càrrec fins al 1854. Després els Al Ulayyan foren deposats (1864) i nomenats governadors locals la família Muhanna dels Al-Aba al-Khayl del grup Anaza (1864-1908). Aquesta nova dinastia igualment va fer prevaldre els interessos propis sobre els dels saudites.
En la lluita d'aquestos contra els Al Raixid de Jabal Xammar, van convertir la regió d'Al-Qàssim en teatre de la lluita entre saudites i rashidites i van servir indiferentment als dos poders fins que els saudites van ocupar finalment Al-Qàssim (1908/1909) i Abd-Al·lah ibn Jalwi al-Saüd (fill de Jalwi ibn Turki) va ser nomenat governador de la ciutat i província. Va tenir com a successors als seus cosins Abd-al-Aziz ibn Musaad al-Saüd (després governador de Hail) i posteriorment el seu fill Abd-Al·lah ibn Abd-al-Aziz ibn Musaad (després governador de la Frontera del Nord).